# Position du chevauchement

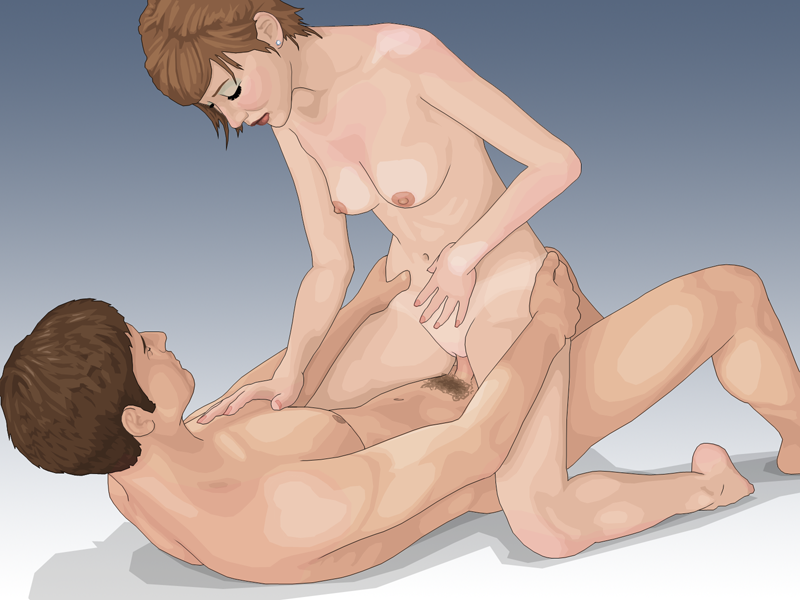
Position du chevauchement face à face.

La position du chevauchement, position de l'Amazone ou position d'Andromaque est une position sexuelle où l'un des partenaires chevauche l'autre.

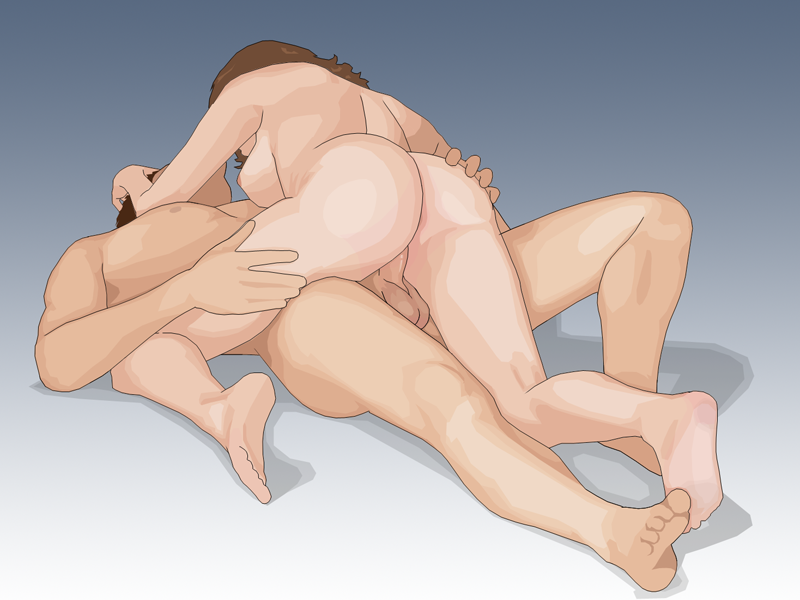
Variation de la position du chevauchement, où la femme est allongée sur son partenaire. Position développée par Masters et Johnson.

Il en existe plusieurs variantes ; elles permettent toutes la pénétration vaginale, et certaines la pénétration anale. En anglais, ces positions sont désignées par les termes cowgirl (lorsque les deux partenaires se font face) et reverse cowgirl (lorsque la partenaire assise tourne le dos à son partenaire).
Dans les sociétés patriarcales, cette position a été historiquement associée de manière négative à une domination de la femme sur l'homme, ce qui constituerait une inversion de la hiérarchie traditionnelle des sexes. Cependant, elle est souvent considérée comme une position qui apporte plus de plaisir à la femme.

## Appellations

### Chevauchement
Dans plusieurs langues (en anglais cowgirl, en allemand Reiterstellung, en suédois ridställningen), cette position fait référence au chevauchement, l'homme étant comparé à un cheval sur lequel monte sa partenaire. En latin, la position est appelée equus eroticus, « cheval érotique ».

### Position de l'amazone
En italien (posizione dell'amazzone) ou en néerlandais (amazonehouding), cette position est nommée « position de l'amazone », en référence aux guerrières amazones de la mythologie grecque.

### Position d'Andromaque
En français, cette position est parfois appelée « position d'Andromaque ». Ce nom est issu d'une épigramme du poète latin Martial évoquant Andromaque, l'épouse d'Hector de Troie : « Les esclaves phrygiens se masturbaient derrière la porte, quand l’épouse d'Hector chevauchait son mari »,. Martial s'oppose ici à Ovide, qui considérait qu'en raison de sa grande taille, Andromaque n'aurait pas pu adopter cette position. 

### Autres appellations
En italien, la position du chevauchement est aussi appelée smorzacandella ou éteignoir de chandelle.

## Santé
Parmi les différentes positions de pénétration vaginale, celles où la femme est au-dessus sont celles qui procurent le plus de plaisir à la femme, favorisant l'accession à l'orgasme. La personne au-dessus peut davantage contrôler le mouvement et le rythme du rapport sexuel, et cette position favorise la stimulation du clitoris. La personne en dessous peut également réaliser les mouvements de pénétration en bougeant son bassin afin de faire rentrer et sortir son pénis, mais cela est plus fatigant car son bassin doit supporter le poids de sa partenaire au-dessus.
La position du chevauchement est, parmi les positions hétérosexuelles, celle qui présente le plus de risque de fracture du pénis, notamment parce que le poids de la femme repose sur le pénis, et que l'homme peut plus difficilement se retirer du vagin, contrairement à la position du missionnaire,.

## Représentations culturelles et religieuses
L'anthropologue Clellan S. Ford et l'éthologue Frank A. Beach, dans leur ouvrage Patterns of Sexual Behavior (en) de 1951, indiquent que la position du chevauchement est la plupart du temps une position secondaire, bien qu'elle puisse être utilisée en conjonction d'autres positions. Pour de nombreux peuples, cette position est souvent décrite comme celle qui apporte le plus de plaisir à la femme. Un contre-exemple est la Polynésie, où les rapports sexuels se font en majorité avec la femme au-dessus de son partenaire.
Dans la tradition juive, notamment dans l'Alphabet de Ben Sira, Lilith aurait voulu assumer la position du chevauchement avec Adam,, mais elle fut bientôt réprouvée et remplacée par Ève.

### Rome antique
Sous la Rome antique, la position du chevauchement (euquus eroticus ou Venus pendula) est réprimée dans la sexualité de couple, qui a pour but la conception : la femme se doit d'être passive et de recevoir la semence de son mari. Néanmoins, le chevauchement est toléré dans les relations extra-conjugales.

### Occident chrétien
En Occident, particulièrement durant la période médiévale et moderne, la sexualité humaine est marquée par l'influence de la morale chrétienne ainsi que d'une division genrée binaire patriarcale, dans laquelle l'homme se doit de dominer la femme. En conséquence, la position du chevauchement, où la femme se trouve au-dessus de son partenaire, est vue comme une inversion : « dans tous les cas, l'homme est passif et la femme active (...) la femme est dans une situation de supériorité et l'homme dans une situation d'infériorité; et ce renversement des rôles sexuels [est] contraire à l'ordre établi de l'époque ». Dans cette vision, la position du chevauchement représente l'inverse de la position du missionnaire, où l'homme actif se place au-dessus de sa partenaire pénétrée.
Lors de la colonisation, certains missionnaires chrétiens ont jugé sévèrement les peuples autochtones qui avaient une sexualité jugée « contre-nature », notamment en utilisant la position du chevauchement ou celle de la levrette. C'est ainsi le cas des franciscains espagnols au Mexique.

### Cinéma
Dans le cinéma (occidental), la sexualité pratiquée avec la femme au-dessus de l'homme est montrée lorsque la protagoniste est une femme forte, dominante voire dangereuse. C'est le cas par exemple des films Monster's Ball, The Girl with the Dragon Tatoo, Boardwalk Empire ou Basic Instinct. Dans la série Game of Thrones, la protagoniste Khaleesi, mariée de force à Khal Drogo, est d'abord pénétrée par l'arrière, à la manière des esclaves, avant de réussir à imposer une certaine égalité en demandant à son époux d'avoir une relation sexuelle où elle le chevauche.

## Représentations artistiques

Diverses représentations du chevauchement
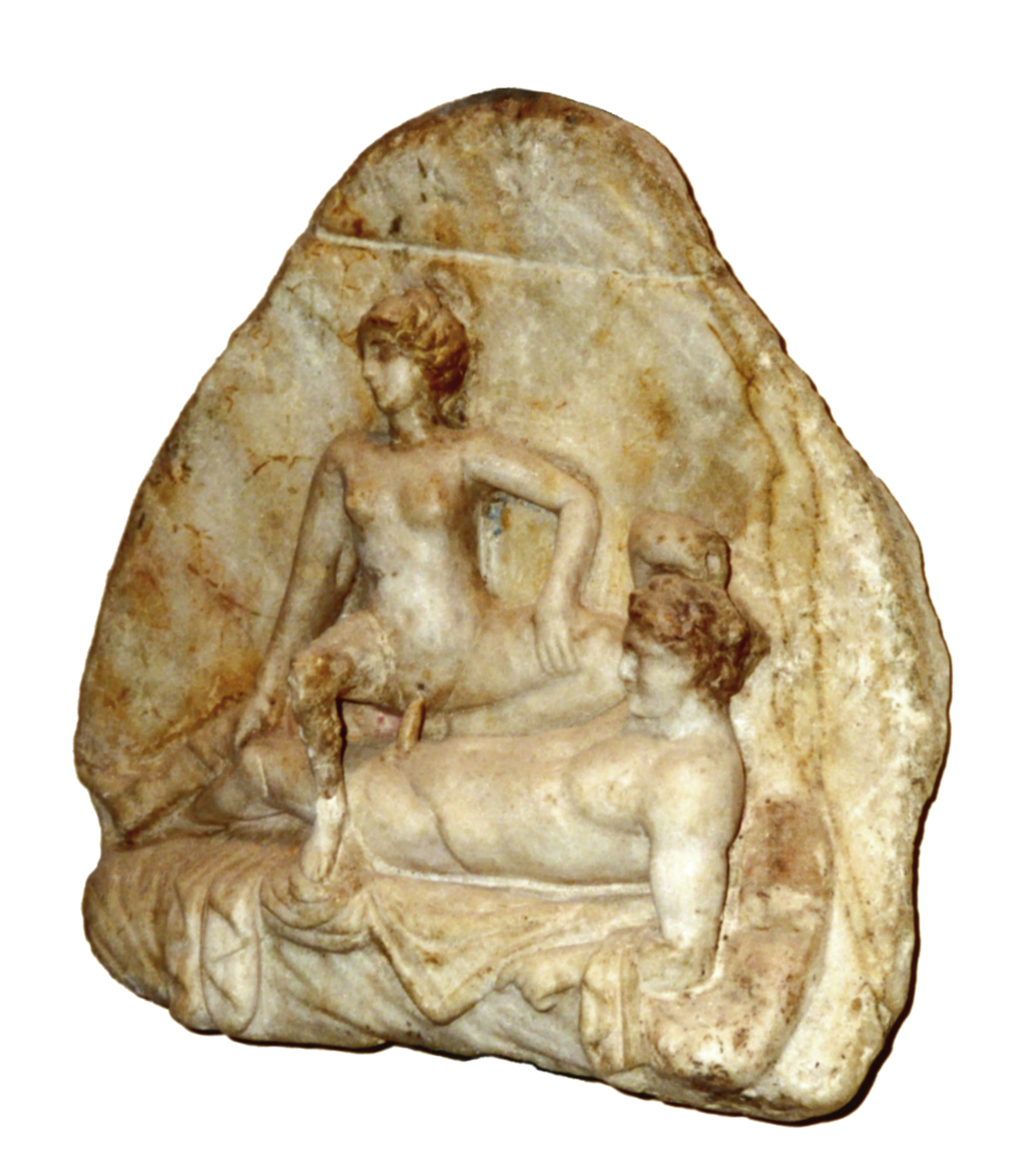
Relief du style pompéien.
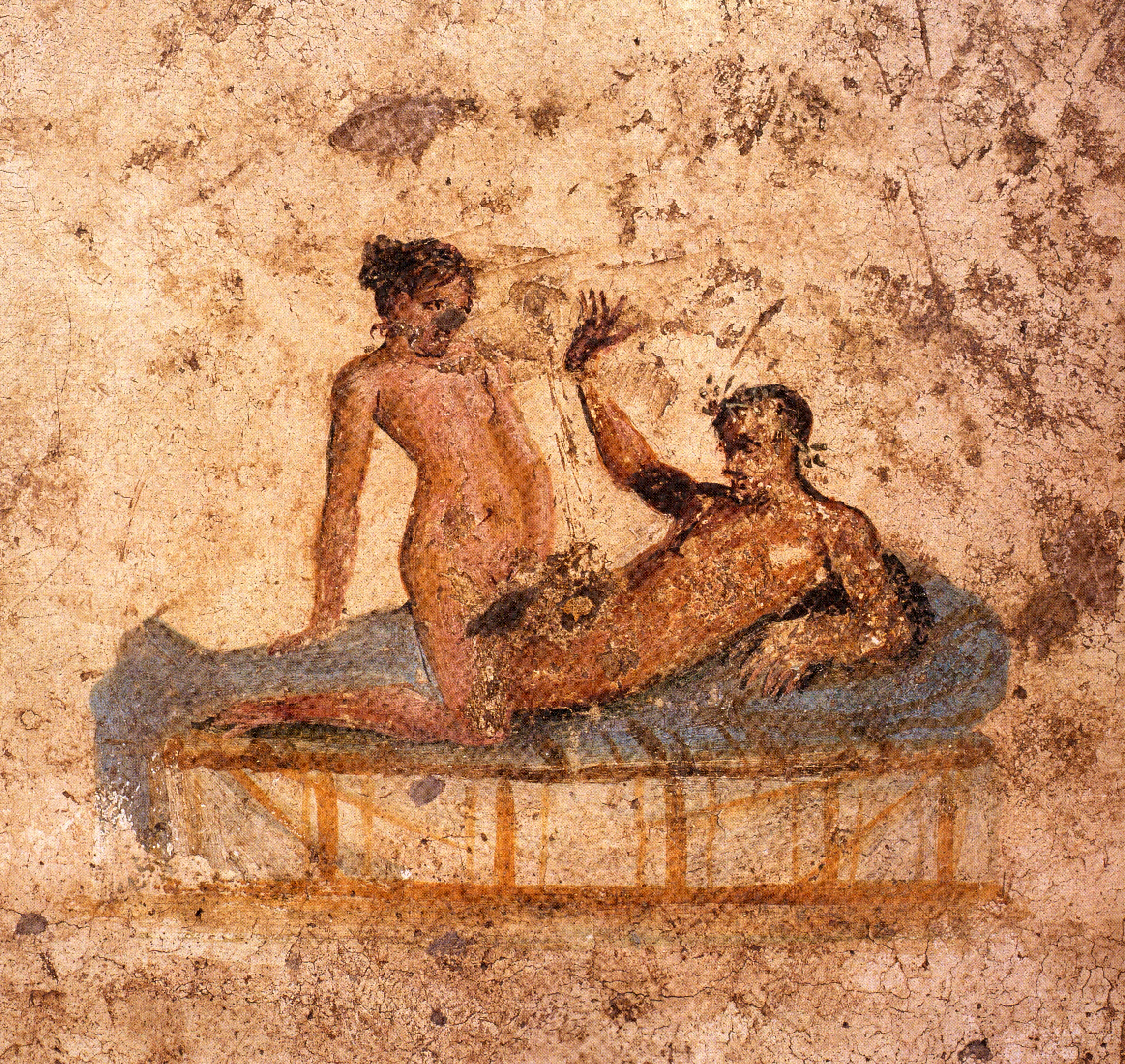
Equus eroticus sur une fresque à Pompéi.
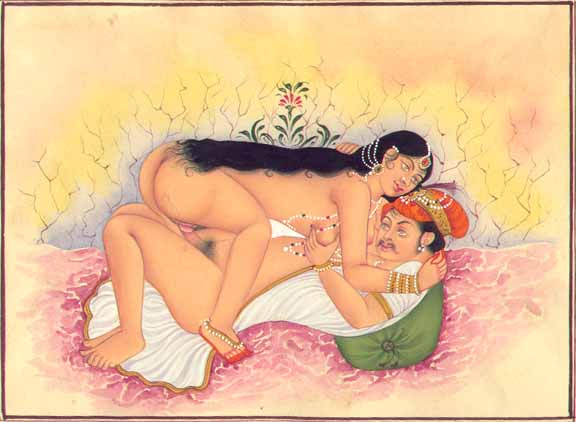
Illustration du Kamasutra, date et auteur inconnus.
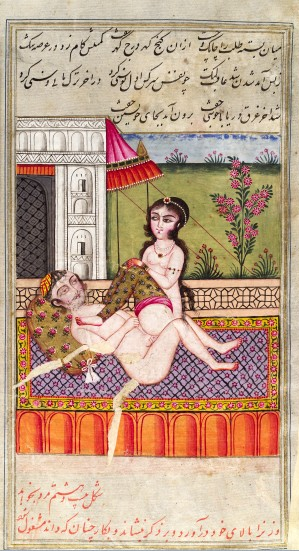
Dans l'art iranien médiéval (Lazzat Un Nisa (en)[17]).
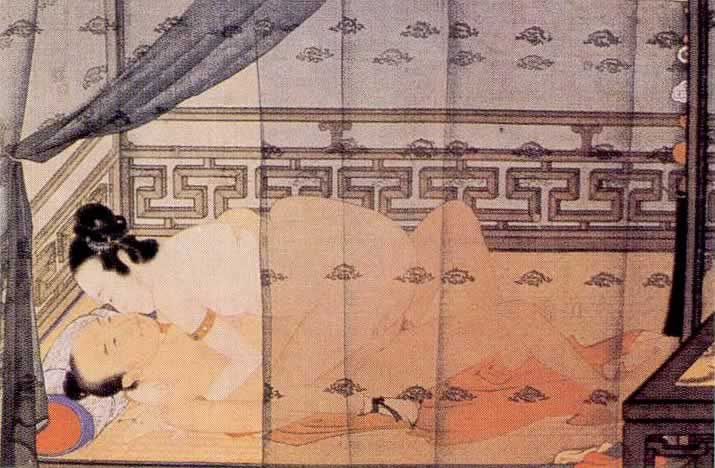
Dans la peinture chinoise. (China Sex Museum, date et auteur inconnus)
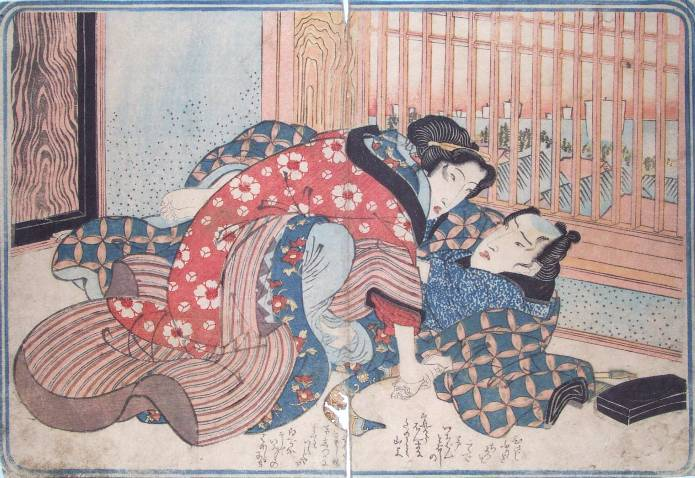
Peinture japonaise shunga, vers 1830.
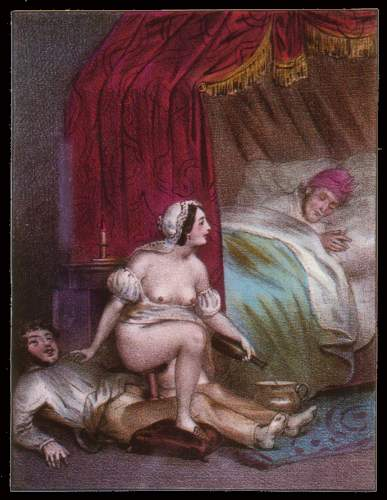
Œuvre d'Achille Devéria, XIXe siècle.